# Forgery

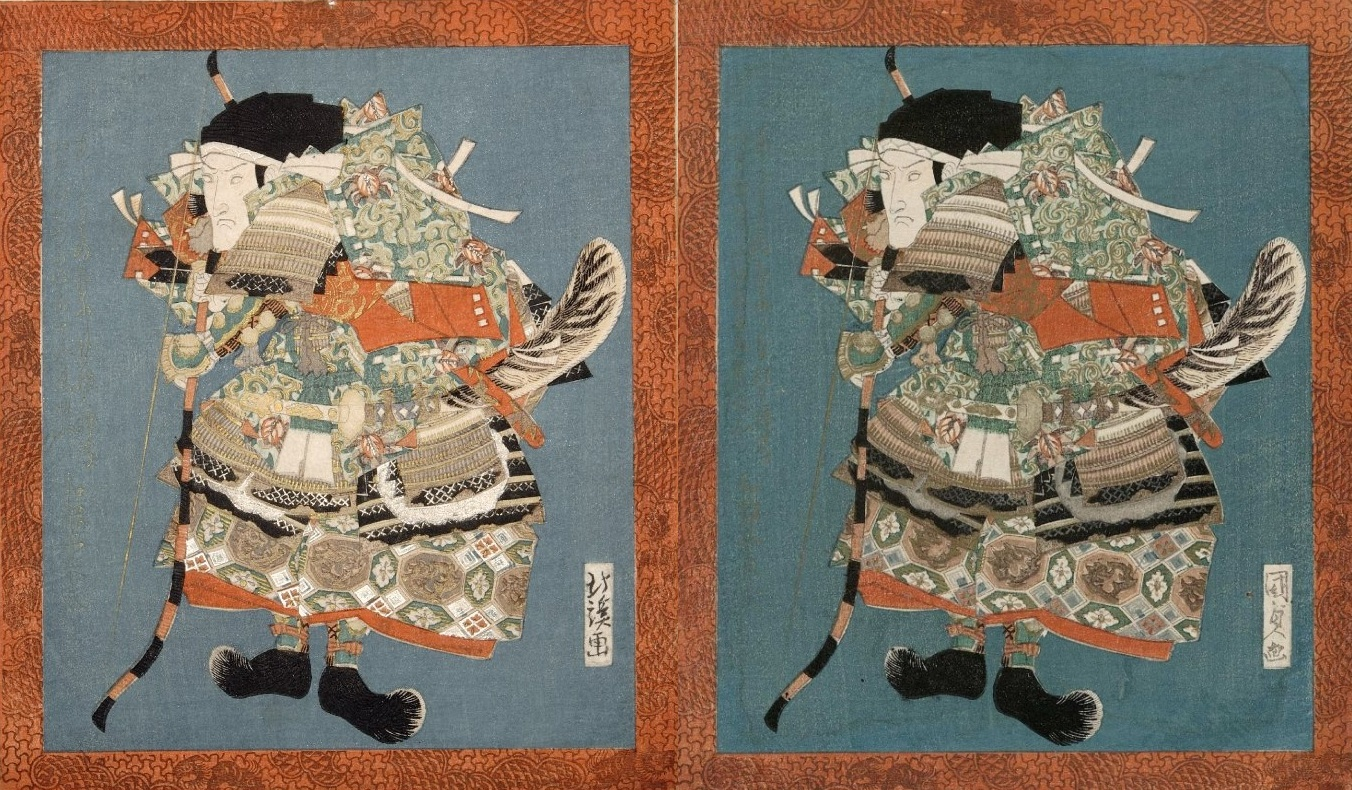
Ở bên phải, tấm bìa thật của một vở surimono nhà hát của Kunisada, bên trái với chữ ký giả của Hokkei, c. 1825

Forgery hay giả mạo tài liệu, bao gồm giả mạo giấy tờ, là một tội phạm cổ cồn trắng thường đề cập đến việc làm sai hoặc sửa đổi vật chất một văn kiện pháp luật với mục đích cụ thể là lừa gạt bất kỳ ai (ngoài chính họ). Việc giả mạo một văn kiện pháp luật nhất định có thể bị luật pháp cấm ở một số khu vực tài phán nhưng hành vi phạm tội như vậy không liên quan đến hành vi giả mạo trừ khi văn kiện pháp luật giả mạo thực sự được sử dụng trong quá trình phạm tội để lừa đảo một cá nhân hoặc tổ chức khác. Bản sao (copy), bản mô phỏng (replica) của studio và bản chép lại (reproduction) không được coi là giả mạo, mặc dù sau đó chúng có thể trở thành đồ giả mạo thông qua việc hiểu biết và cố ý xuyên tạc.
Giả mạo tiền hoặc tiền tệ thường được gọi là counterfeit. Nhưng hàng tiêu dùng cũng có thể là counterfeit nếu chúng không được sản xuất bởi nhà sản xuất, bao gồm producer và manufacturer, được chỉ định ghi trên nhãn hoặc được gắn cờ bởi biểu tượng nhãn hiệu. Khi đối tượng giả mạo là một bản ghi hoặc tài liệu, nó thường được gọi là tài liệu giả.
Cách sử dụng "forgery" này không bắt nguồn từ gia công kim loại (metalwork) được thực hiện tại lò rèn của thợ rèn, nhưng nó có một lịch sử song song. Một nghĩa "counterfeit" đã có trong động từ forger tiếng Anh-Pháp, có nghĩa là "làm giả" (falsify).
Giả mạo giấy tờ về cơ bản liên quan đến một đối tượng được sản xuất hoặc thay đổi. Trong trường hợp mối quan tâm hàng đầu của sự giả mạo ít tập trung vào bản thân đối tượng - giá trị của nó hoặc những gì nó "chứng minh" - hơn là vào một tuyên bố ngầm chỉ trích được bộc lộ bởi những phản ứng mà đối tượng gây ra ở người khác, thì quy trình lớn hơn được xem là một trò chơi khăm (hoax). Trong đó, một tin đồn hoặc một đối tượng đích thực được cài vào một tình huống bị che đậy, có thể thay thế cho một đối tượng giả mạo.
Tội gian lận tương tự là tội lừa dối người khác, bao gồm cả việc sử dụng các đồ vật có được bằng cách giả mạo. Giả mạo là một trong những kỹ thuật lừa đảo, bao gồm cả đánh cắp danh tính. Đây cũng là một trong những mối đe dọa được giải quyết bởi kỹ thuật bảo mật.
Vào thế kỷ 16, những người bắt chước phong cách in ấn của Albrecht Dürer đã phát triển thị trường cho các bản in của chính họ bằng cách giả mạo chữ ký "AD", khiến chúng trở thành đồ giả mạo. Vào thế kỷ 20, thị trường nghệ thuật đã tạo ra lợi nhuận cao cho các xưởng rèn. Có rất nhiều tác phẩm giả mạo của các nghệ sĩ đặc biệt có giá trị, chẳng hạn như các bức vẽ ban đầu của Pablo Picasso, Paul Klee và Henri Matisse.
Một trường hợp đặc biệt của giả mạo kép là việc Han van Meegeren làm giả các bức tranh của Johannes Vermeer, và nối tiếp là việc giả mạo tác phẩm của Van Meegeren bởi con trai ông Jacques van Meegeren.